# Bundesstraße 27
De Bundesstraße 27 (kortweg: B27) is een weg in de Duitse deelstaten Saksen-Anhalt, Nedersaksen, Hessen, Beieren en Baden-Württemberg.
De B27 begint in Blankenburg  en loopt via Göttingen, Fulda, Würzburg, Tauberbischofsheim, Mosbach, Heilbronn, Stuttgart, Tübingen en Villingen-Schwenningen naar de Zwitserse grens. De weg is ongeveer 684 kilometer lang.

## Hoofdbestemmingen
- Bankenburg
- Braunlage
- Bad-Lauterberg
- Herzberg am Harz
- Göttingen
- Eschwege
- Bebra
- Bad Hersfeld
- Hünfeld
- Fulda
- Hammelburg
- Karlstadt
- Würzburg
- Tauberbischofsheim
- Elztal
- Mosbach
- Neckarsulm
- Heilbronn
- Lauffen am Neckar
- Kirchheim am Neckar
- Ludwigsburg
- Stuttgart
- Leinfelden-Echterdingen
- Filderstadt
- Tübingen
- Hechingen
- Balingen
- Rottweil
- Deißlingen
- Villingen-Schwenningen
- Bad Dürrheim
- Donaueschingen
- Hüfingen
- Blumberg
- Neuhaus am Randen
- Jestetten
- Lottstetten

B2 · B2a · B2R · B3 · B4 · B4R · B8 · B10 · B11 · B12 · B13 · B13n · B14 · B15 · B15n · B16 · B17 · B18 · B19 · B20 · B21 · B22 · B23 · B25 · B26 · B26a · B27 · B28 · B28a · B29 · B30 · B31 · B31a · B32 · B33 · B33a · B34 · B35 · B36 · B37 · B38 · B38a · B39 · B44 · B45 · B47 · B85 · B89 · B131n · B173 · B276 · B278 · B279 · B285 · B286 · B287 · B289 · B290 · B291 · B292 · B293 · B294 · B295 · B296 · B297 · B298 · B299 · B300 · B301 · B302 · B303 · B304 · B305 · B306 · B307 · B308 · B309 · B310 · B311 · B312 · B313 · B314 · B315 · B316 · B317 · B318 · B319 · B340 · B378 · B388 · B415 · B425 · B426 · B462 · B463 · B464 · B465 · B466 · B467 · B468 · B469 · B470 · B471 · B472 · B491 · B492 · B500 · B505 · B512 · B523 · B532 · B533 · B535 · B588 · B999
B1 · B3 · B7 · B8 · B9 · B10 · B26 · B27 · B35 · B37 · B38 · B39 · B40 · B41 · B42 · B43 · B43a · B44 · B45 · B47 · B48 · B49 · B50 · B51 · B52 · B53 · B54 · B55 · B55a · B56 · B56n · B57 · B58 · B59 · B61 · B62 · B63 · B64 · B65 · B66 · B66n · B67 · B68 · B70 · B80 · B83 · B84 · B219 · B220 · B221 · B223 · B224 · B225 · B226 · B227 · B228 · B229 · B230 · B231 · B233 · B234 · B235 · B236 · B237 · B238 · B239 · B241 · B249 · B250 · B251 · B252 · B253 · B254 · B255 · B256 · B257 · B258 · B259 · B260 · B261 · B262 · B263 · B264 · B265 · B266 · B267 · B268 · B269 · B270 · B271 · B272 · B274 · B275 · B277a · B278 · B279 · B284 · B288 · B323 · B324 · B326 · B327 · B399 · B400 · B403 · B405 · B406 · B407 · B409 · B410 · B411 · B412 · B413 · B414 · B416 · B417 · B418 · B419 · B420 · B421 · B422 · B423 · B424 · B426 · B427 · B428 · B429 · B448 · B449 · B450 · B451 · B452 · B453 · B454 · B455 · B456 · B457 · B458 · B459 · B460 · B469 · B473 · B474 · B475 · B476 · B477 · B478 · B479 · B480 · B481 · B482 · B483 · B484 · B485 · B486 · B487 · B488 · B489 · B499 · B504 · B506 · B507 · B508 · B509 · B510 · B511 · B513 · B514 · B515 · B516 · B517 · B519 · B520 · B521 · B525 · B528 · B611
B1 · B3 · B3n · B4 · B5 · B6 · B6n · B27 · B51 · B61 · B64 · B65 · B68 · B69 · B70 · B71 · B72 · B73 · B74 · B74n · B75 · B79 · B80 · B82 · B83 · B188 · B190n · B191 · B195 · B207 · B209 · B210 · B211 · B212 · B213 · B214 · B215 · B216 · B217 · B218 · B238 · B239 · B240 · B241 · B242 · B243 · B243a · B244 · B245a · B247 · B248 · B322 · B401 · B402 · B403 · B404 · B408 · B431 · B433 · B434 · B435 · B436 · B437 · B438 · B439 · B440 · B441 · B442 · B443 · B444 · B445 · B446 · B447 · B461 · B475 · B482 · B490 · B493 · B494 · B495 · B496 · B497 · B524 · B530
B1 · B2 · B4 · B6 · B6n · B7 · B19 · B27 · B62 · B71 · B71n · B79 · B80 · B81 · B84 · B85 · B86 · B87 · B88 · B89 · B90 · B91 · B92 · B93 · B94 · B95 · B96 · B97 · B98 · B99 · B100 · B101 · B107 · B115 · B156 · B169 · B170 · B171 · B172 · B172a · B172b · B173 · B174 · B175 · B176 · B178 · B180 · B181 · B182 · B183 · B183a · B184 · B185 · B186 · B187 · B187a · B188 · B189 · B190 · B190n · B242 · B243 · B244 · B245 · B245a · B246 · B246a · B247 · B248 · B248a · B249 · B250 · B278 · B280 · B281 · B282 · B283 · B285